# 布羅格登鎮區 (北卡羅萊納州韋恩縣)
布羅格登鎮區（英語：Brogden Township）是位於美國北卡羅萊納州韋恩縣的一個鎮區。

## 地方資料
布羅格登鎮區的面積為209.01平方千米，皆為陸地。根據2020年美國人口普查的數據，當地共有人口20353人，而人口密度為每平方千米97.38人。